# Castellanos de Zapardiel
Castellanos de Zapardiel là một đô thị trong tỉnh Ávila, Castile và León, Tây Ban Nha. Theo điều tra dân số 2006 (INE), đô thị này có dân số là 131.